# Episodi di Star Trek: Enterprise (prima stagione)
La prima stagione della serie televisiva Star Trek: Enterprise, composta da 26 episodi, è stata trasmessa negli Stati Uniti sul canale UPN dal 26 settembre 2001 al 22 maggio 2002.
In Italia è andata in onda su La7 dal 6 luglio 2003 al 6 agosto 2004.
Questa stagione ha vinto l'ASCAP Award nella categoria Top TV Series, ed è stata nominata al Saturn Award nella categoria Best Network Television Series. Jolene Blalock ha vinto due Saturn Award, nelle categorie Cinescape Genre Face of the Future Award, Female e Best Supporting Actress in a Television Series, mentre Scott Bakula e Connor Trinneer sono stati nominati, rispettivamente, nelle categorie Best Actor in a Television Series e  Best Supporting Actor in a Television Series. Due episodi hanno vinto un Emmy Award: Prima missione (nella categoria Outstanding Special Visual Effects for a Series) e Due giorni e due notti (per Outstanding Hairstyling For A Series), mentre Rompere il ghiaccio è stato candidato.
| nº | Titolo originale        | Titolo italiano                | Prima TV USA      | Prima TV Italia  |
| -- | ----------------------- | ------------------------------ | ----------------- | ---------------- |
| 1  | Broken Bow: Part 1      | Prima missione (prima parte)   | 26 settembre 2001 | 6 luglio 2003    |
| 2  | Broken Bow: Part 2      | Prima missione (seconda parte) | 26 settembre 2001 | 6 luglio 2003    |
| 3  | Fight or Flight         | Vincere la paura               | 3 ottobre 2001    | 13 luglio 2003   |
| 4  | Strange New World       | Strani, nuovi mondi            | 10 ottobre 2001   | 13 luglio 2003   |
| 5  | Unexpected              | Inatteso                       | 17 ottobre 2001   | 20 luglio 2003   |
| 6  | Terra Nova              | Terra Nova                     | 24 ottobre 2001   | 20 luglio 2003   |
| 7  | The Andorian Incident   | Il caso andoriano              | 31 ottobre 2001   | 27 luglio 2003   |
| 8  | Breaking the Ice        | Rompere il ghiaccio            | 7 novembre 2001   | 27 luglio 2003   |
| 9  | Civilization            | Una questione di civiltà       | 14 novembre 2001  | 3 ottobre 2003   |
| 10 | Fortunate Son           | I figli dello spazio           | 21 novembre 2001  | 3 ottobre 2003   |
| 11 | Cold Front              | Guerra temporale               | 28 novembre 2001  | 24 ottobre 2003  |
| 12 | Silent Enemy            | Nemico silenzioso              | 16 gennaio 2002   | 31 ottobre 2003  |
| 13 | Dear Doctor             | Caro dottore                   | 23 gennaio 2002   | 31 ottobre 2003  |
| 14 | Sleeping Dogs           | Una nave alla deriva           | 30 gennaio 2002   | 7 novembre 2003  |
| 15 | Shadows of P'Jem        | Le ombre di P'Jem              | 6 febbraio 2002   | 7 novembre 2003  |
| 16 | Shuttlepod One          | Navetta uno                    | 13 febbraio 2002  | 8 febbraio 2004  |
| 17 | Fusion                  | La fusione                     | 27 febbraio 2002  | 8 febbraio 2004  |
| 18 | Rogue Planet            | La caccia                      | 20 marzo 2002     | 15 febbraio 2004 |
| 19 | Acquisition             | Acquisizione                   | 27 marzo 2002     | 15 febbraio 2004 |
| 20 | Oasis                   | Oasi                           | 3 aprile 2002     | 22 febbraio 2004 |
| 21 | Detained                | Prigionieri                    | 24 aprile 2002    | 22 febbraio 2004 |
| 22 | Vox Sola                | Vox Sola                       | 1º maggio 2002    | 22 febbraio 2004 |
| 23 | Fallen Hero             | La caduta di un eroe           | 8 maggio 2002     | 29 febbraio 2004 |
| 24 | Desert Crossing         | Attraverso il deserto          | 8 maggio 2002     | 29 febbraio 2004 |
| 25 | Two Days and Two Nights | Due giorni e due notti         | 15 maggio 2002    | 29 febbraio 2004 |
| 26 | Shockwave: Part 1       | Onda d'urto (prima parte)      | 22 maggio 2002    | 6 agosto 2004    |

## Prima missione
- Titolo originale: Broken Bow: Part 1 & 2
- Diretto da: James L. Conway
- Scritto da: Rick Berman e Brannon Braga

### Trama
Pochi giorni prima del varo dell'Enterprise, la prima nave umana destinata a esplorare lo spazio profondo, un Klingon, Klaang, precipita sulla Terra, finendo in coma. Viene deciso quindi di anticipare il lancio, assegnando alla nuova nave la missione di riportare il Klingon sul suo pianeta natale; i Vulcaniani, dubbiosi sulla possibilità che la missione riesca, impongono T'Pol come primo ufficiale. Durante il viaggio, Klaang viene rapito da un gruppo di Sulibani; cercando di ritrovarlo, il capitano Jonathan Archer viene a sapere che il Klingon è coinvolto in una guerra fredda temporale.
- Altri interpreti: John Fleck (Silik), Melinda Clarke (Sarin), Tommy Lister Jr. (Klaang), Vaughn Armstrong (ammiraglio Forrest), Jim Beaver (Daniel Leonard), Mark Moses (Henry Archer), Gary Graham (Soval), Thomas Kopache (Tos), Jim Fitzpatrick (comandante Williams), James Horan (figura umanoide), Joseph Ruskin (medico sulibano)
- La puntata, di durata doppia rispetto alle altre, viene spesso divisa in due parti.
- Questo episodio ha vinto un Emmy Award 2002 ed è stato candidato in altre due categorie:
  - vincitore nella categoria Outstanding Special Visual Effects For A Series (visual effects producer Dan Curry, visual effects supervisor Ronald B. Moore, visual effects coordinator Arthur Codron, Elizabeth Castro, composing editors Paul Hill, Steven Fong, visual effects animator Gregory Rainoff, computer animation supervisor Robert Bonchune e David Morton);
  - candidato nella categoria Outstanding Makeup For A Series (Prosthetic) (Michael Westmore, Art Anthony, Belinda Bryant, David DeLeon, Suzanne Diaz-Westmore, Earl Ellis, Jeff Lewis, Bradley M. Look, Joe Podnar, Karen J. Westerfield, June Westmore e Natalie Wood);
  - candidato nella categoria Outstanding Sound Editing For A Series (supervising sound editor Bill Wistrom, sound editor James Wolvington, Ashley Harvey, Masanobu Tomita, Dale Chaloukian, Shaun Varney, music editor Stephen M. Rowe, foley artist Hilda Hodges e Catherine Rose).

## Vincere la paura
- Titolo originale: Fight or Flight
- Diretto da: Allan Kroeker
- Scritto da: Rick Berman e Brannon Braga

### Trama
L'Enterprise si imbatte in una nave axanar alla deriva nello spazio. Non ottenendo alcuna risposta, Archer decide, contro il parere di T'Pol, di abbordare la nave; a bordo sono presenti però solo quindici umanoidi uccisi, che sembrano essere stati parte di un esperimento scientifico; la scena sconvolge la guardiamarina Sato (l'interprete di bordo) al punto da indurla a voler chiedere ad Archer di riportarla sulla Terra. Il capitano insiste per continuare la missione e scoprire cosa si nasconde dietro la carneficina, ma la situazione si complica quando un'altra nave axanar e una nave della specie che li ha uccisi arrivano sul posto, costringendo la guardiamarina Sato a impegnarsi per evitare la distruzione della nave.
- Altri interpreti: Jeff Ricketts (capitano alieno)

## Strani, nuovi mondi
- Titolo originale: Strange New World
- Diretto da: David Livingston
- Scritto da: Rick Berman e Brannon Braga

### Trama
L'Enterprise esplora un pianeta ritenuto disabitato, ma una volta iniziata l'esplorazione del nuovo mondo, la squadra, in particolare il comandante Tucker, comincia a sospettare che il pianeta sia abitato. Una violenta tempesta isola i membri della squadra di sbarco sul pianeta, mentre sulla nave il dottor Phlox scopre che sono vittime di allucinazioni causate da un polline allucinogeno, che li spinge alla paranoia.
- Altri interpreti: Kellie Waymire (Elizabeth Cutler), Henri Lubatti (Ethan Novakovich)

## Inatteso
- Titolo originale: Unexpected
- Diretto da: Mike Vejar
- Scritto da: Rick Berman e Brannon Braga

### Trama
Una nave xyrilliana, postasi nella scia dell'Enterprise per ricaricare le proprie scorte di energia, causa alcuni guasti sulla nave. Quando Charles Tucker si reca a bordo della nave aliena per aiutarli a riparare il motore, familiarizza con il responsabile tecnico, una donna. Al suo ritorno sull'Enterprise, però, si trova inaspettatamente incinto, senza aver consapevolmente intrecciato un rapporto sessuale.
- Altri interpreti: Julianne Christie (Ah'Len), Christopher Darga (capitano klingon), Randy Oglesby (Trena'L)

## Terra Nova
- Titolo originale: Terra Nova
- Diretto da: LeVar Burton
- Scritto da: Rick Berman e Brannon Braga

### Trama
L'Enterprise si dirige verso Terra Nova, la prima colonia degli Umani, dei cui abitanti non si hanno notizie da decenni. Quando arrivano sul posto, l'equipaggio scopre che la superficie è stata colpita da una pioggia di meteoriti, e i discendenti dei coloni sono sopravvissuti nel sottosuolo, perdendo la conoscenza di essere discendenti dei Terrestri.
- Altri interpreti: Erick Avari (Jamin), Mary Carver (Nadet)

## Il caso andoriano
- Titolo originale: The Andorian Incident
- Diretto da: Roxann Dawson
- Scritto da: Rick Berman, Brannon Braga e Fred Dekker

### Trama
Giunti in visita al santuario vulcaniano di P'Jem, l'Enterprise si ritrova coinvolta in una disputa con gli Andoriani che periodicamente invadono il santuario credendo che, nascosto da qualche parte, ci sia un centro di spionaggio vulcaniano. La squadra andoriana al comando di Shran rapisce i monaci e alcuni membri dell'equipaggio terrestre (tra cui il capitano e T'Pol). Il comandante Tucker riesce a mettersi in contatto con il tenente Reed sull'Enterprise, e insieme coordinano un blitz per liberare il monastero.
- Altri interpreti: Jeffrey Combs (Shran), Bruce French (anziano vulcaniano), Steven Dennis (Tholos), Jeff Ricketts (Keval)

## Rompere il ghiaccio
- Titolo originale: Breaking the Ice
- Diretto da: Terry Windell
- Scritto da: Maria Jacquemetton e Andre Jacquemetton

### Trama
L''Enterprise scopre una cometa molto grande con un nucleo che racchiude metalli molto rari e decide di inviare una navetta sulla sua superficie, con a bordo il tenente Reed e Trevis Mayweather. Nel frattempo, una nave vulcaniana chiede il permesso di assistere alle operazioni: durante queste, il comandante Tucker scopre che T'Pol sta scambiando messaggi segreti con l'altra nave.
- Altri interpreti: William Utay (Vanik), Solomon Burke Jr. (Billy), Mark Correy (Alex)
- Candidato all'Emmy Award 2002 nella categoria Outstanding Special Visual Effects For A Series (visual effects supervisor David Stipes, visual effects coordinator Adam Buckner, visual effects compositor Paul Hill, lead visual effects animators Greg Rainoff, Adam Howard, CGI supervisors John Gross, Steven Rogers, lead CGI artist Fred Pienkos e Eddie Robison).

## Una questione di civiltà
- Titolo originale: Civilization
- Diretto da: Mike Vejar
- Scritto da: Phyllis Strong e Michael Sussman

### Trama
L'Enterprise scopre un pianeta che ospita una civiltà il cui grado di avanzamento è paragonabile al XIX secolo terrestre, ma dal quale proviene una strana traccia subspaziale. Il capitano Archer, T'Pol e altri membri dell'equipaggio atterrano, mescolandosi alla popolazione, e scoprono che la traccia deriva da un negozio gestito da alcuni alieni (provenienti da un altro pianeta), e che le loro attività hanno causato, secondo la popolazione locale, alcuni morti.
- Altri interpreti: Diane DiLascio (Riann), Wade Williams (Garos)

## I figli dello spazio
- Titolo originale: Fortunate Son
- Diretto da: LeVar Burton
- Scritto da: James Duff

### Trama
All'Enterprise viene ordinato di dare assistenza alla Fortunate, una nave mercantile terrestre sotto attacco da parte di alcuni pirati nausicaani. L'equipaggio del mercantile, tuttavia, non sembra contento di ricevere aiuto dalla Flotta Stellare.
- Altri interpreti: Lawrence Monoson (Matthew Ryan), Kieran Mulroney (Shaw), Vaughn Armstrong (ammiraglio Forrest), Danny Goldring (capitano nausicaano)

## Guerra temporale
- Titolo originale: Cold Front
- Diretto da: Robert Duncan McNeill
- Scritto da: Stephen Beck e Tim Finch

### Trama
Quando l'Enterprise entra in contatto con una nave aliena che trasporta alcune persone dirette a osservare un evento stellare spettacolare e dalla valenza religiosa, il capitano Archer invita gli alieni a bordo della sua nave, ignorando che Silik si nasconde tra di loro. Dopo un evento apparentemente fortuito che ha salvato la nave, Archer viene contattato da un marinaio del suo equipaggio, che gli rivela di essere un agente temporale proveniente dal futuro che ha la missione di catturare il Sulibano.
- Altri interpreti: John Fleck (Silik), Matt Winston (Daniels), Michael O'Hagan (capitano Fraddock), Joseph Hindy (Prah Mantoos)

## Nemico silenzioso
- Titolo originale: Silent Enemy
- Diretto da: Winrich Kolbe
- Scritto da: André Bormanis

### Trama
L'Enterprise viene attaccata da una nave nemica non identificata che dispone di armi più potenti di quelle dei Terrestri. Il capitano Archer decide quindi di tornare sulla Terra per installare i nuovi cannoni phaser, previsti ma non completati, mentre il tenente Reed e il comandante Tucker cercano di costruirli autonomamente per continuare la missione. Inoltre, avvicinandosi il compleanno di Reed, il capitano vorrebbe far preparare dal cuoco il suo piatto preferito, ma nessuno né a bordo né sulla Terra sembra sapere quale sia.
- Altri interpreti: Jane Carr (Mary Reed), Guy Siner (Stuart Reed), Paula Malcomson (Madeline Reed)

## Caro dottore
- Titolo originale: Dear Doctor
- Diretto da: James A. Contner
- Scritto da: Maria Jacquemetton e Andre Jacquemetton

### Trama
L'equipaggio incontra una specie aliena, che non conosce la curvatura, che sta lentamente morendo a causa di una malattia. Il dottor Phlox scopre che l'epidemia è di origine evolutiva e che la scomparsa di quella specie favorirà l'emergere di un'altra specie intelligente, finora tenuta ai margini della società.
- Altri interpreti: Kellie Waymire (Elizabeth Cutler), David A. Kimball (Esaak), Christopher Rydell (astronauta alieno), Karl Wiedergott (Larr), Alex Nevil (Menk)

## Una nave alla deriva
- Titolo originale: Sleeping Dogs
- Diretto da: Les Landau
- Scritto da: Rick Berman, Brannon Braga e Fred Dekker

### Trama
L'Enterprise incrocia un vascello klingon danneggiato in caduta libera all'interno dell'orbita di un gigante gassoso e in procinto di essere schiacciato dalla pressione. T'Pol, Hoshi Sato e Reed si recano sulla nave con una navetta per investigare, ma una volta a bordo vengono aggrediti da una Klingon che si impossessa dello shuttle e lascia i tre membri dell'Enterprise a bordo della nave in avaria.
- Altri interpreti: Michelle C. Bonilla (Bu'kaH), Vaughn Armstrong (capitano klingon)

## Le ombre di P'Jem
- Titolo originale: Shadows of P'Jem
- Diretto da: Mike Vejar
- Scritto da: Rick Berman e Brannon Braga

### Trama
A seguito dell'incidente di P'Jem, T'Pol viene richiamata dall'alto comando; la Vulcaniana ostenta indifferenza per la notizia e per questo il capitano Archer la porta in missione diplomatica su un pianeta, dove entrambi vengono rapiti. 
- Altri interpreti: Jeffrey Combs (Shran), Gregory Itzin (capitano Sopek), Steven Dennis (Tholos), Vaughn Armstrong (ammiraglio Forrest), Gary Graham (ambasciatore Soval), Barbara Tarbuck (cancelliere Kalev), Jeff Kober (Traeg)

## Navetta uno
- Titolo originale: Shuttlepod One
- Diretto da: David Livingston
- Scritto da: Rick Berman e Brannon Braga

### Trama
Durante una missione esplorativa in un campo di asteroidi a bordo di una navetta, Tucker e Reed subiscono gravi danni al veicolo. Malgrado le difficoltà, i due ufficiali riescono a far ripartire i motori, ma l'Enterprise non arriva al punto di rendez-vous. Vedendo dei relitti su un asteroide, i due pensano che la nave sia andata distrutta e che, avendo soltanto due giorni di aria respirabile, non abbiano la possibilità di sopravvivere.

## La fusione
- Titolo originale: Fusion
- Diretto da: Rob Hedden
- Scritto da: Rick Berman e Brannon Braga

### Trama
L'Enterprise incontra una nave di Vulcaniani che si sono dissociati dalla disciplina della totale devozione alla logica, lasciando Vulcano per esplorare nuove e diverse filosofie di vita. Quando uno dei Vulcaniani dissociati tenta di convincere T'Pol a unirsi a loro, la Vulcaniana dapprima rifiuta, ma poi viene convinta a sperimentare una fusione mentale.
- Altri interpreti: Enrique Murciano (Tolaris), Robert Pine (Tavin), Vaughn Armstrong (ammiraglio Forrest), John Harrington Bland (Kov)

## La caccia
- Titolo originale: Rogue Planet
- Diretto da: Allan Kroeker
- Scritto da: Rick Berman, Brannon Braga e Chris Black

### Trama
Durante l'esplorazione di un pianeta vagabondo, lontano da ogni stella, dove è sempre notte, l'equipaggio incontra una specie che usa il pianeta come territorio di caccia; il capitano Archer comincia ad avere delle visioni di una donna che dice di far parte del popolo cacciato.
- Altri interpreti: Stephanie Niznik (fantasma), Conor O'Farrell (Burzaan), Eric Pierpoint (Shiraht), Keith Szarabajka (Damrus)

## Acquisizione
- Titolo originale: Acquisition
- Diretto da: James Whitmore Jr.
- Scritto da: Rick Berman e Brannon Braga

### Trama
Un gruppo di ladri ferengi stordisce l'intero equipaggio dell'Enterprise per rubare. L'unico non stordito è il comandante Tucker, che deve cercare di riconquistare la nave con l'aiuto del capitano Archer, svegliato dagli stessi Ferengi per aiutarli a trovare la cassaforte.
- Altri interpreti: Jeffrey Combs (Krem), Clint Howard (Muk), Matt Malloy (Grish), Ethan Phillips (Ulis)

## Oasi
- Titolo originale: Oasis
- Diretto da: Jim Charleston
- Scritto da: Rick Berman, Brannon Braga e Stephen Beck

### Trama
Durante l'esplorazione di un vascello naufragato su un pianeta desolato, l'equipaggio dell'Enterprise viene prima attaccato da apparenti entità immateriali e in seguito contattato da un gruppo di alieni che sono riusciti a sopravvivere superando incredibili difficoltà. Il comandante Tucker, aiutato da una dei sopravvissuti, aiuta gli alieni a riparare il loro vascello, ma durante le riparazioni si accorge che Liana ha sviluppato alcuni sentimenti nei suoi confronti; il tenente Reed scopre intanto che gli alieni non hanno detto tutta la verità.
- Guest star: René Auberjonois (Ezral)
- Altri interpreti: Tom Bergeron (D'Marr), Annie Wersching (Liana), Claudette Sutherland (Maya), Rudolph Willrich (capitano Kuulan)

## Prigionieri
- Titolo originale: Detained
- Diretto da: David Livingston
- Scritto da: Rick Berman e Brannon Braga

### Trama
Il capitano Archer e il guardiamarina Mayweather entrano inconsapevolmente in una zona militare, venendo catturati dai Tandarani, una specie che sta subendo numerosi attacchi terroristici dai Sulibani. I due vengono portati in una prigione con dei Sulibani, ma cominciano a pensare che questi non siano coinvolti con gli attacchi. Intanto le autorità tandarane riferiscono all'Enterprise che il processo contro i due ufficiali è stato più volte rimandato.
- Altri interpreti: Dennis Christopher (Danik), Christopher Shea (Sajen), David Kagen (Klev), Jessica D. Stone (Narra), Dean Stockwell (Grat)
- Curiosità: sia Scott Bakula (il capitano Archer) che Dean Stockwell (Grat) erano i protagonisti del telefilm In viaggio nel tempo.

## Vox Sola
- Titolo originale: Vox Sola
- Diretto da: Roxann Dawson
- Scritto da: Rick Berman, Brannon Braga e Fred Dekker

### Trama
Una strana creatura simbiotica aliena cattura alcuni membri dell'Enterprise, tra cui Archer e il comandante Tucker, e li imprigiona nel proprio nido, integrandoli lentamente nella sua struttura. La guardiamarina Sato, sotto il comando di T'Pol, deve trovare un modo di comunicare con la forma di vita per convincerla a lasciarli liberi in cambio del trasporto sul suo pianeta natale.
- Altri interpreti: Vaughn Armstrong (capitano kreetassano), Joseph Will (Michael Rostov), Renee E. Goldsberry (marinaio Kelly)

## La caduta di un eroe
- Titolo originale: Fallen Hero
- Diretto da: Patrick Norris
- Scritto da: Rick Berman, Brannon Braga e Chris Black

### Trama
Un'ambasciatrice vulcaniana, V'Lar, che T'Pol aveva in gioventù considerato un'eroina, viene accusata di una condotta criminale, e l'Alto Comando vulcaniano chiede all'Enterprise di trasportarla su Vulcano. La nave viene però attaccata da un gruppo che chiede la consegna dell'ambasciatrice.
- Guest star: Fionnula Flanagan (ambasciatrice V'Lar)
- Altri interpreti: John Rubinstein (capitano mazarita), Vaughn Armstrong (ammiraglio Forrest)

## Attraverso il deserto
- Titolo originale: Desert Crossing
- Diretto da: David Straiton
- Scritto da: Rick Berman, Brannon Braga e Andre Bormanis

### Trama
Il capitano Archer e il comandante Tucker vengono invitati su un pianeta deserto da Zobral, un leader alieno, come ringraziamento per aver riparato la sua nave; durante il soggiorno, il campo viene bombardato dalle autorità del pianeta, convinti che Zobral sia un terrorista. I due Terrestri, scappando, devono cercare di sopravvivere nel deserto in attesa di soccorsi.
- Guest star: Clancy Brown (Zobral)
- Altri interpreti: Charles Dennis (cancelliere Trelit)

## Due giorni e due notti
- Titolo originale: Two Days and Two Nights
- Diretto da: Michael Dorn
- Scritto da: Rick Berman e Brannon Braga

### Trama
Il capitano concede all'equipaggio una licenza sul famoso pianeta Risa: il capitano Archer trova una misteriosa donna aliena, Hoshi Sato ha un incontro romantico, il comandante Tucker e il tenente Reed vengono derubati, mentre Mayweather si rompe una gamba durante una scalata: per curarlo, T'Pol è costretta a svegliare il dottor Phlox dal suo letargo.
- Altri interpreti: Dey Young (Keyla), Kellie Waymire (Elizabeth Cutler), Rudolf Martin (Ravis), Joseph Will (guardiamarina Rostov)
- Vincitore dell'Emmy 2002 nella categoria Outstanding Hairstyling for a Series (designer Michael Moore, hairstylist Gloria Pasqua Casny, Roma Goddard, Laura Connolly e Cheri Ruff).

## Onda d'urto (prima parte)
- Titolo originale: Shockwave: Part 1
- Diretto da: Allan Kroeker
- Scritto da: Rick Berman e Brannon Braga

### Trama
Dopo che un'apparente disattenzione dell'equipaggio sembra aver causato la morte dell'intera popolazione di un pianeta, all'Enterprise viene ordinato di ritornare sulla Terra. Tuttavia il capitano Archer riceve la visita di Daniels, un agente temporale, che gli rivela che l'incidente è stato in realtà provocato dai Sulibani. Daniels lo aiuta fornendogli delle prove da presentare al comando, ma la nave viene attaccata da numerosi vascelli sulibani.
- Altri interpreti: John Fleck (Silik), Matt Winston (Daniels), Vaughn Armstrong (ammiraglio Forrest), James Horan (figura umanoide)